# 田村眞
田村 眞（たむら まこと、1954年6月8日 - ）は、日本の元裁判官・公証人。横浜地方裁判所部総括判事や、徳島地方裁判所所長を経て、岐阜地方裁判所所長を務めた。

## 人物・経歴
埼玉県出身。テレビドラマなどの影響で弁護士を志し、中央大学法学部を卒業すると、1980年（昭和55年）に司法試験に合格したが、司法修習中に裁判官を目指すことを決め、1983年4月12日に裁判官（浦和地方裁判所判事補）として任官された（第35期）。
着任後、主に刑事事件を担当し、函館地方裁判所判事補、青森地方裁判所弘前支部判事補、弘前簡易裁判所判事などを経て、1994年東京地方裁判所判事。1997年釧路地方裁判所部総括判事。1999年東京地方裁判所判事。2002年秋田地方裁判所部総括判事。2005年東京高等裁判所判事。2008年さいたま地方裁判所部総括判事。2013年横浜地方裁判所部総括判事。
2015年から徳島地方裁判所・徳島家庭裁判所の所長を務めた。その後、2017年から岐阜地方裁判所・岐阜家庭裁判所の所長を務めた。2018年には裁判所法上の職務義務に反し、判決文が未完成のまま判決言い渡しを行っていた岐阜地裁の山崎秀尚裁判官に対し、裁判官分限法に基づいて名古屋高等裁判所に懲戒申立てを行った。
2019年3月22日付で依願退官し、同年4月23日付で浜松町公証役場（東京法務局所属）の公証人となった。趣味は登山やクラシック音楽鑑賞。

## 裁判
- さいたま地裁時代の2010年（平成22年）3月には、偽造判決書などを使い、神戸法務局の供託金や遺産などの現金を騙し取っていた、京都大学法学部出身の元京都家庭裁判所書記官に対し、詐欺罪を適用して懲役11年を言い渡した[6][7]。
- 横浜地裁時代の2014年（平成26年）9月11日には、横浜市の自宅で、2人の娘の胸を触ったとして強制わいせつ罪に問われた被告人の父親に対し、2人の証言の信用性を補強する客観的事実が見当たらないとして、無罪を言い渡すとともに、捜査報告書に虚偽記載をしていた鶴見警察署に対し、「公文書に対する社会的信頼の回復に努めることを希望する」と述べた[8]。
- さいたま地裁時代には、2011年（平成23年）11月 - 12月に埼玉県三郷市・千葉県松戸市で相次いで少女2人を刺し、重傷を負わせたとして、殺人未遂罪・銃刀法違反容疑などで起訴されていた少年（事件当時16歳）の裁判員裁判を、裁判長として担当[9]。被告人の少年は検察官から、懲役5年以上10年以下の不定期刑を求刑されていたが、さいたま地裁第1刑事部（裁判長：田村）[注 1]は2013年（平成25年）3月12日に[9]、「現状のままでは再犯する可能性は高いが、生まれつきの広汎性発達障害や生育環境が動機に直結しており、被告人に不利に扱うのは相当ではない。個別的治療や矯正教育を施すことが再犯防止のための最良手段だ」として、刑事処分ではなく、さいたま家庭裁判所に送致する決定を出した[注 2][11]。田村は決定文の朗読後、被告人に対し「罰を受けずに済んだわけではありません。君は変わる必要があります。変わらなければいけません」[13]「被害者が厳しい処分を求める感情も無理からぬこと。その上で医療少年院に入れるとしたのは君に社会に害を及ぼさないような人に変わってもらいたいからだ。社会に受け入れられる人間になって戻ってくることを願っています」と説諭していた[11]が、元少年は医療少年院を仮退院後[14]、2021年（令和3年）5月7日に茨城一家殺傷事件（2019年9月23日に茨城県猿島郡境町で発生）の被疑者として、殺人容疑で逮捕されている[15]。